# Heinrich Wydler
Heinrich Wydler (Zurigo, 24 aprile 1800 – Gernsbach, 6 dicembre 1883) è stato un botanico svizzero.

## Biografia
Trascorse gli anni 1826-27 in una spedizione di raccolta nelle Indie Occidentali; lavorò nel giardino botanico di San Pietroburgo nel 1828-30 e fu curatore (custode) delle collezioni botaniche di de Candolle presso l'Università di Ginevra (G-DeC), 1830-4. Lavorò come insegnante a Ginevra e Berna e dopo il suo matrimonio nel 1840 si stabilì a Strasburgo.